# Niels Benzon (bogsamler)
 Der er flere personer med dette navn, se Niels Benzon.
Niels Benzon (14. september 1684 i Aalborg – 30. december 1709) var en dansk bogsamler.
Niels Benzon til Havnø var født i Aalborg 14. september 1684, faderen kancelliråd Peder Benzon til Havnø (d. 1701). 1701-03 studerede han ved Det ridderlige Akademi i København, 1704 rejste han udenlands, over Hamborg og Amsterdam til Leiden, der fra til Paris, i foråret 1705 kom han hjem. 19. januar 1706 udnævnt til kancelliråd. Han var af svagelig helbred og døde allerede 30. december 1709. 22. juli 1705 ægtede han Adelheid Magdalena von Schwanewedel.
Benzon havde æstetiske og litterære interesser, han havde anlagt en sjælden samling af nyere latinske digteres poetiske skrifter, over hvilken han i Leiden lod trykke en fortegnelse med titel: Bibliotheca poetica nobilis cujusdam Dani (1704); denne bog vakte så megen interesse, at den var udsolgt året efter. Benzons bøger solgtes ved auktion i hans ven Frederik Rostgaards hus 1711, samlingen af digternes værker udgjorde da 1238 bind.